# 丸塚古墳 (城陽市)
丸塚古墳（まるづかこふん、久津川丸塚古墳）は、京都府城陽市平川車塚にある古墳。形状は帆立貝形古墳。久津川古墳群を構成する古墳の1つ。国の史跡に指定されている（史跡「久津川古墳群」のうち）。

## 概要

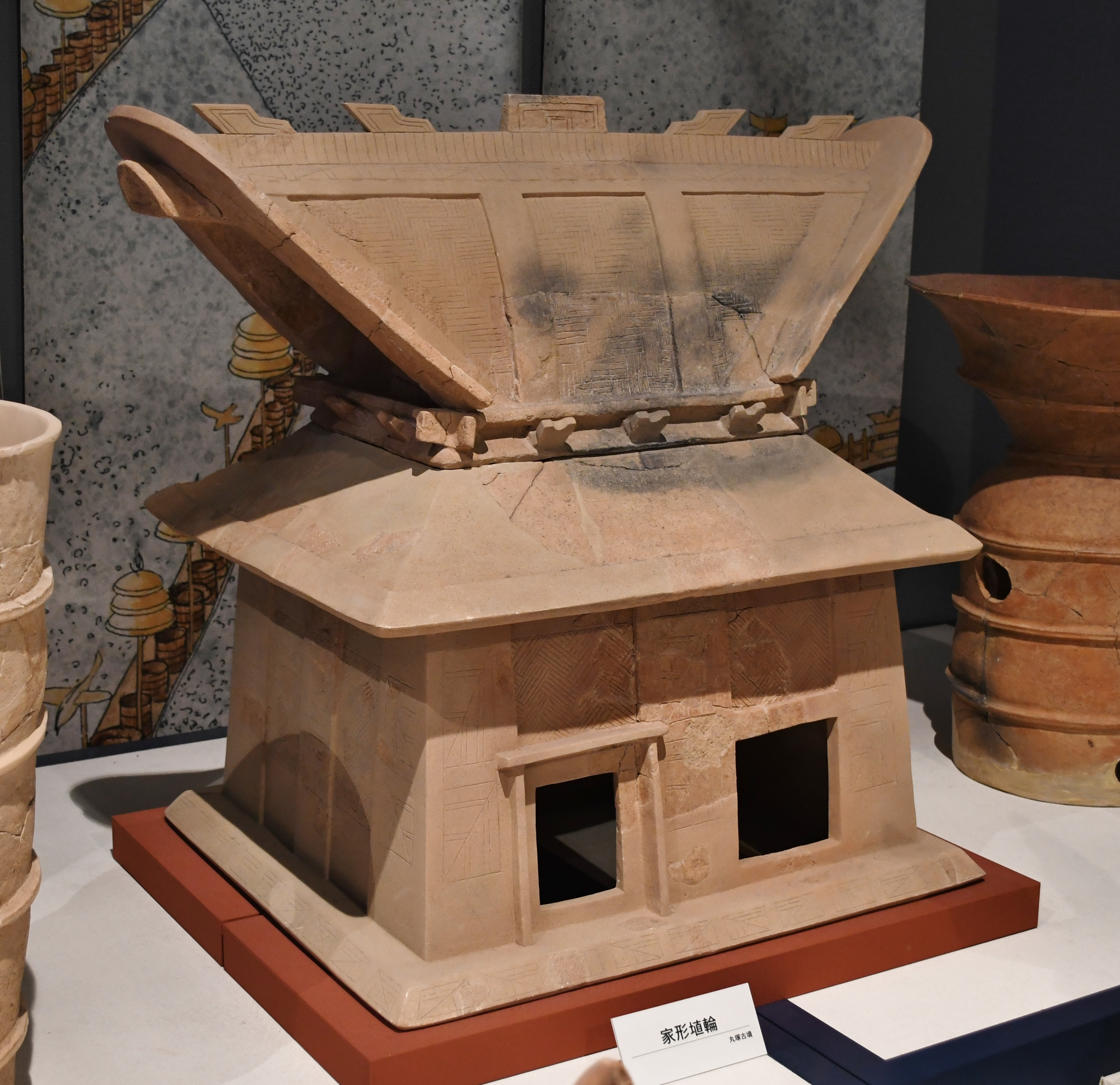
家形埴輪城陽市歴史民俗資料館（五里ごり館）展示。

城陽市北部、木津川右岸の丘陵地に築造された古墳である。丘陵一帯では、本古墳や久津川車塚古墳・芭蕉塚古墳の大型古墳3基を含む古墳100基以上からなる久津川古墳群の分布が知られる。
墳形は、前方部が短小な帆立貝形の前方後円形。墳丘は後円部では2段築成、前方部では1段築成。墳丘長は80メートル。墳丘外表では円筒埴輪・朝顔形埴輪・形象埴輪（家形・蓋形・甲冑形埴輪）が認められており、中でも家形埴輪（5棟以上）のうち1棟は、高さ約1メートルに及ぶ大型のものである。墳丘周囲には墳丘と相似形の周濠が巡らされており、周濠を含めた全長は104メートルに及ぶ。埋葬施設は未調査のため明らかでない。築造時期は久津川車塚古墳と同時期の5世紀前半頃と推定される。
古墳域は1979年（昭和54年）に国の史跡に指定されている。

## 墳丘
墳丘の規模は次の通り。
- 古墳総長：104メートル - 周濠を含めた全長。
- 墳丘長：80メートル
- 後円部 - 2段築成。
  - 直径：63メートル
  - 高さ：東側で8.3メートル、西側で9.6メートル
- 前方部 - 1段築成。
  - 長さ：17メートル
  - 幅：32メートル
  - 高さ：約2メートル
- くびれ部
  - 幅：26.5メートル

## 文化財

### 国の史跡
- 丸塚古墳（史跡「久津川古墳群」のうち）
1979年（昭和54年）1月19日に「久津川車塚・丸塚古墳」として国の史跡に指定[3]。
2016年（平成28年）10月3日、既指定の史跡「久津川車塚・丸塚古墳」に芭蕉塚古墳・久世小学校古墳の古墳2基を追加指定して、指定名称を「久津川古墳群」に変更[3][4][5]。

## 関連施設
- 城陽市歴史民俗資料館（五里ごり館）（城陽市寺田今堀） - 丸塚古墳の出土埴輪を保管・展示。